# Crinopseudoa sinoensis
Espèce
Crinopseudoa sinoensis est une espèce d'araignées aranéomorphes de la famille des Corinnidae.

## Distribution
Cette espèce est endémique du Liberia. Elle se rencontre dans le comté de Sinoe.

## Description
Le mâle holotype mesure 4,02 mm et la femelle paratype 4,88 mm.

## Systématique et taxinomie
Cette espèce a été décrite par Pett et Jocqué en 2024.

## Étymologie
Son nom d'espèce, composé de sino[e] et du suffixe latin -ensis, « qui vit dans, qui habite », lui a été donné en référence au lieu de sa découverte, le comté de Sinoe.

## Publication originale
- Pett, Pashkevich, Freeman, Timperley & Jocqué, 2024 : « Four new species of Crinopseudoa (Araneae: Corinnidae) from West Africa. » Zootaxa, no 5523(1), p. 70-82.